# John Henry Poynting
John Henry Poynting, FRS, angleški fizik, * 9. september 1852, Parsonage, Monton, Manchester, grofija Lancashire, Anglija, † 30. marec 1914,  Birmingham, grofija Warwickshire, Anglija.
Poynting je bil od leta 1880 do svoje smrti profesor fizike na Znanstvenem kolidžu Masona (Mason Science College) (sedaj del Univerze v Birminghamu).

## Življenje in delo
John je bil najmlajši sin Thomasa Elforda Poyntinga, unitarijanskega duhovnika. V mladosti je hodil v šolo, ki jo je vodil njegov oče. Od leta 1867 do 1872 je študiral na Kolidžu Owensa v Manchestru. Tu sta mu med drugim fiziko predavala Reynolds in Stewart. Med letoma 1872 in 1876 je študiral na Univerzi v Cambridgeu. Tu se je po napornem študiju z Routhovo pomočjo odlikoval v matematiki. V poznih 1870-tih je delal v Cavendishevem laboratoriju v Cambridgeu pri Maxwellu.
Leta 1884 je razvil pojem Poyntingovega vektorja, ki opisuje smer in gostoto energijskega toka elektromagnetnega polja, in, ki nastopa v Poytingovem izreku o ohranitvi energije za električna in magnetna polja:
{\displaystyle {\vec {\mathcal {P}}}={\vec {\mathbf {E} }}\times {\vec {\mathbf {H} }}\!\,.}
Tako zapisani obliki z jakostjo električnega polja {\displaystyle {\vec {\mathbf {E} }}} in jakostjo magnetnega polja {\displaystyle {\vec {\mathbf {H} }}} rečejo Abrahamova oblika. Poyntingov vektor sta neodvisno odkrila tudi Heaviside in Umov (1874). Umov je podal obliko vektorja za energijski tok v kapljevinasti in elastični snovi v popolnoma splošnem smislu. Poyntingovo delo s tega področja je bilo prvič objavljeno leta 1884.
Leta 1891 je na inovativen način meril gravitacijsko konstanto iz Newtonovega splošnega gravitacijskega zakona. Namesto torzijske je uporabljal navadno tehtnico. Njegova izmerjena vrednost je bila (v tedanjem brezrazsežnem zapisu):
{\displaystyle \kappa ={\frac {6,6984}{10^{8}}}\!\,.}
V letu 1903 je med prvimi spoznal, da lahko Sončevo sevanje poteguje majhne delce prahu proti notranjosti Osončja, ki se zaradi tega proti Soncu gibajo po spirali. Vlečna sila je komponenta sevalnega tlaku, ki je tangenten na smer gibanja delcev. Njegov opis pojava je temeljil še na tedaj zmotnem pojmu etra, pravilno razlago v okviru splošne teorije ralativnosti pa je leta 1937 podal Robertson, tako da se sedaj pojav imenuje Poynting-Robertsonov pojav.
Poynting in nobelovec Thomson sta napisala dodiplomski učbenik fizike v več knjigah, ki so ga tiskali približno 50 let. Poynting je napisal večji del.

## Priznanja
Poyntinga so leta 1888 izbrali za člana Kraljeve družbe v Londonu.

### Poimenovanja
Po njem se imenujeta udarni krater na Luni (Poynting) in krater na Marsu (Poynting) ter asteroid glavnega pasu 11063 Poynting.